# Атерина піщана
Атерина піщана, фери́нка (Atherina boyeri) — один з найпоширеніших біля берегів Європи видів атерин (Atherina), родина атеринові (Atherinidae). Евригалинна амфідромна риба, що сягає максимальної довжини 20 см.

## Характеристика
У статевозрілому стані риба має довжину близько 3,9—7,8 см (середня — 5,8 см), при абсолютному максимумі 20 см. Спинний плавець несе 7—10 жорстких і 8—16 м'яких променів; анальний плавець — 2 жорстких і 10—18 м'яких променів. Діаметр очей більший за довжину рила.

## Ареал

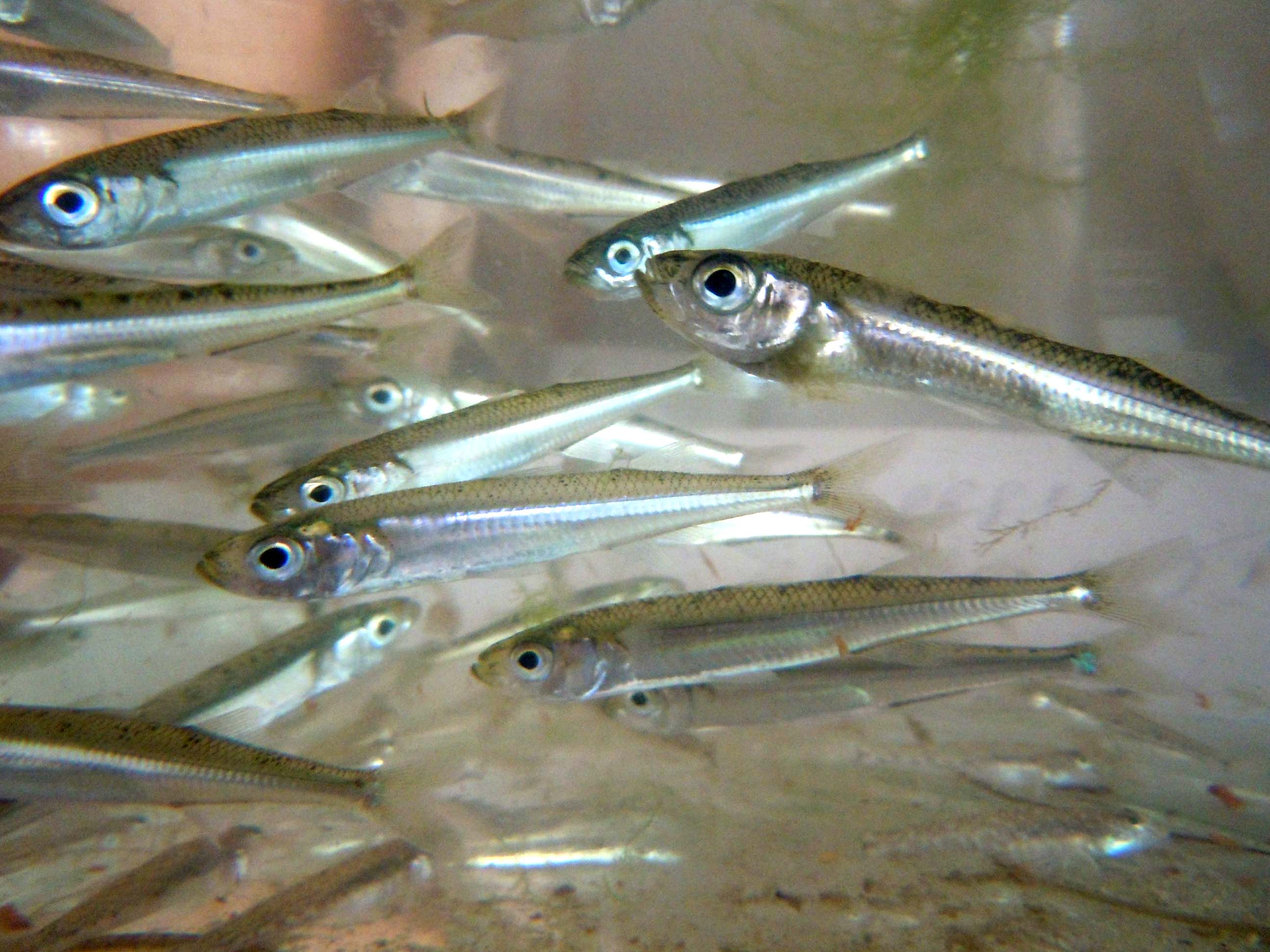
Зграйка атерини з Одеської затоки, Чорне море, Україна

Зустрічається в східній Атлантиці від Португалії і Іспанії до Нуадібу (Мавританія) та Мадейри. Також поширена в Середземному, включно замкнені лагуни Тразімено в Італії, Єр на півдні Франції, озеро Карун в Єгипті; ізольовані популяції мешкають біля берегів Англії та Нідерландів. У Чорному морі відзначається вздовж всіх берегів, в лиманах і пониззі річок Дунай, Дністер, Південний Буг, Інгулець, Дніпро, постійно мешкає в Каховському водосховищі.
Популяцію в Каспійському морі іноді характеризують як підвид Atherina boyeri caspia (Eichwald, 1838).

## Біологія та екологія
Амфідромна риба, що зустрічається у водах із широким діапазоном солоності, від морських до прісних, але віддає перевагу солонуватим водам. Демерсальна субтропічна риба, що живе на невеликих глибинах (від 1 м).

## Господарське значення
Ця маленька риба використовується в каталонській і окситанській кухні у смаженому виді.